# Kuszk
Kuszk – miasto w Afganistanie, w wilajecie Herat. W 2013 roku liczyło 16 600 mieszkańców.